# Liste der Einträge im National Register of Historic Places im Andrew County

Lage des Andrew Countys in Missouri

Die Liste der Einträge im National Register of Historic Places im Andrew County in Missouri führt die Bauwerke und historischen Stätten im Andrew County auf, die in das National Register of Historic Places aufgenommen wurden.

## Legende
| NRHP | Historic Place    |
| HD   | Historic District |

## Aktuelle Einträge
| [ 2 ] | Name                               | Bild                               | Eintragsdatum        | Lage                                                      | Ort                     | Beschreibung |
| ----- | ---------------------------------- | ---------------------------------- | -------------------- | --------------------------------------------------------- | ----------------------- | ------------ |
| 1     | Andrew County Courthouse           | Andrew County Courthouse           | 1980 ID-Nr. 80002308 | 4th Street Ecke Main Street 39° 56′ 29″ N, 94° 49′ 45″ W  | Savannah                |              |
| 2     | J. F. Roberts Octagonal Barn       | J. F. Roberts Octagonal Barn       | 1999 ID-Nr. 99001362 | Kreuzung von MO B und MO 48 40° 3′ 47″ N, 94° 44′ 44″ W   | Rea                     |              |
| 3     | Walnut Park Farm Historic District | Walnut Park Farm Historic District | 1999 ID-Nr. 99001597 | Kreuzung von MO 59 und MO 71 39° 49′ 56″ N, 94° 48′ 46″ W | nördlich von St. Joseph |              |